# Annie Oakley

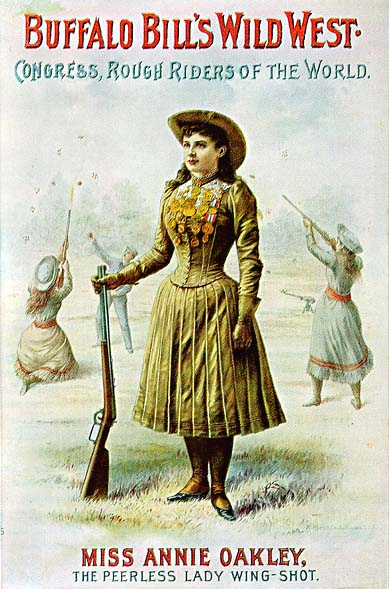
Annie Oakley

Annie Oakley, egentligen Phoebe Ann Mosey, född 13 augusti 1860 nära Willowdell (dåvarande Woodland) i Darke County, Ohio, död 3 november 1926 i Greenville, Ohio, var en legendarisk amerikansk prickskytt. Hon sägs ha kunnat träffa kanten på ett spelkort på 30 stegs avstånd, ett mynt uppkastat i luften och änden på en cigarett i maken Frank Butlers mungipa.

## Biografi
Oakley föddes i en stuga nära Willowdell i Darke County i Ohio. Som tonåring medverkade hon i Buffalo Bills Wild West Show. Hon blev allmänt känd då hon lyckades besegra skarpskytten Frank Butler. De gifte sig därefter den 23 augusti 1876.
Oakley porträtterades av Barbara Stanwyck i filmen Annie Oakley (1935). Det finns också en mycket uppskattad musikal om Oakley och hennes liv,  Annie Get Your Gun, som även filmatiserades 1950. I filmen spelade Betty Hutton Annie Oakley och Howard Keel spelade Frank Butler.

## Utmärkelser
Nedslagskratern Oakley på planeten Venus är uppkallad efter henne.

## Filmupptagning
Det gjordes en rad kortfilmer med Annie Oakley i början och mitten av 1890-talet. 
- Annie Oakley (1894)